# Avenida Florida
Para la calle con el nombre Florida en Buenos Aires, véase; Calle Florida.
La avenida Florida o Florida Avenue es una principal avenida de Washington D. C. Fue originalmente llamada como la Calle Boundary o Boundary Street, porque formaba parte de los planes originales de Pierre L'Enfant para la Capital Federal. En 1890, debido a que la ciudad creció más allá de los límites de la avenida, Boundary Street cambió de nombre. La avenida cuenta con una estación del Metro de Washington, Ave Nueva York–Ave Florida–Universidad Gallaudet.

## Ruta

Plan de L'Enfant

El extremo occidental de la avenida Florida es la avenida Massachusetts, Calle 22, y la Calle Q. Desde ese extremo, la avenida pasa por la Novena Calle NO, la avenida Florida pasa por un terreno perpendicular debido a la topografía de la ciudad. Desde la Novena Calle NO, la avenida Florida pasa directamente hasta su extremo oriental en la Calle H cerca de la intersección con la Calle 15, Calle H , y la avenida Maryland, Benning Road y Bladensburg Road.
- Datos: Q5461218
- Multimedia: Florida Avenue (Washington, D.C.) / Q5461218